# Crailsheim
Crailsheim (pronunciación en alemán: /ˈkʁaɪ̯lsˌhaɪ̯m/ⓘ) es una ciudad al noreste del estado federado de Baden-Wurtemberg en Alemania. Está situada aproximadamente a unos 32 km al este de Schwäbisch Hall y 40 km al sudoeste de Ansbach, en el Distrito de Schwäbisch Hall. Actualmente tiene 32.574 habitantes. Tiene dos iglesias protestantes y una católica, así como un ayuntamiento con una torre de 67 metros de altura.

## Historia
Crailsheim es ciudad desde 1338 y resistió con éxito un cerco de varias ciudades imperiales suabas (1379-1380), un suceso que la ciudad celebra con una fiesta anual. Más tarde pasó al poder de los Condes de Núremberg, en 1791 al de Prusia, en 1806 al de Baviera y en 1810 al de Wurtemberg.

## Economía
Empresas importantes en Crailsheim y su alrededor son:
- la Voith GmbH
- la Robert Bosch GmbH
- la Gerhard Schubert GmbH

Las siguientes localidades pertenecen administrativamente a Crailsheim: Ingersheim con Altenmünster y Rotmühle, Tiefenbach, Onolzheim, Roßfeld, Jagstheim, Westgartshausen, Goldbach, Triensbach y Beuerlbach.
Municipios vecinos son: Satteldorf, Kreßberg, Fichtenau, Stimpfach, Frankenhardt, Vellberg, Ilshofen y Kirchberg an der Jagst.

## Demografía

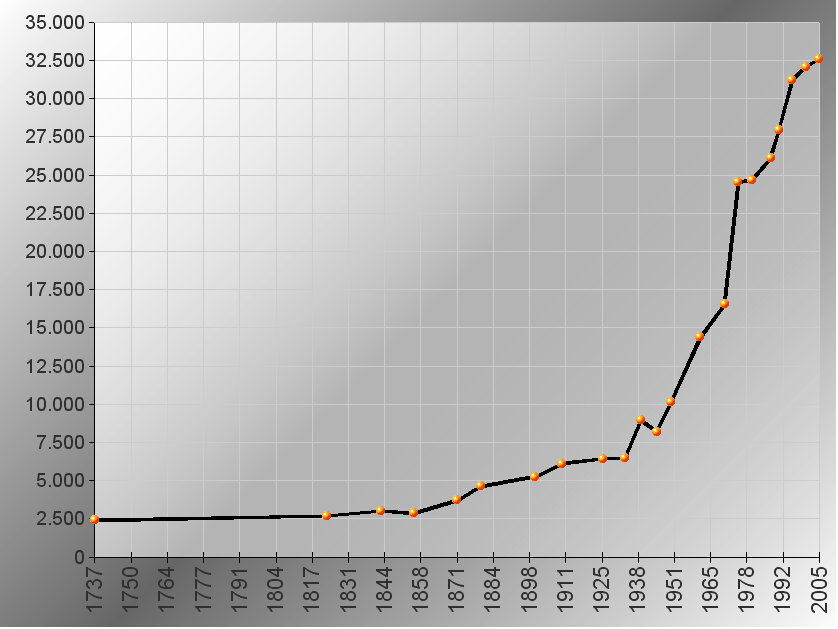
Estadística de habitantes de Crailsheim.